# Campbell's Hall of Fame Tennis Championships 2009
Campbell's Hall of Fame Tennis Championships 2009 — тенісний турнір, що проходив на трав'яних кортах у місті Ньюпорт, США з 6 липня . Належав до категорії ATP World Tour 250.

## Фінальна частина

### Одиночний розряд
Ражів Рам —  Сем Кверрі 6–7(3–7), 7–5, 6–3

### Парний розряд
Джордан Керр /  Ражів Рам —  Міхаель Кольманн /  Рогір Вассен 6–7(6–8), 7–6(9–7), [10–6]